# Hideto Nakane
Hideto Nakane (Nagoya, 2 mei 1990) is een voormalig Japans wielrenner.

## Carrière
In 2015 won Nakane het bergklassement van de Ronde van Kumano met een voorsprong van vier punten op Benjamín Prades. Een jaar later werd hij derde in de derde etappe van de Ronde van Hokkaido, achter winnaar Pierpaolo De Negri en Ricardo García.
In 2017 werd Nakane prof bij Nippo-Vini Fantini. Hij werd dat jaar onder meer achtste in het eindklassement van de Ronde van Azerbeidzjan en zestiende in dat van de Ronde van Japan.

## Overwinningen
2015
Bergklassement Ronde van Kumano
2020
6e etappe Ronde van Langkawi

## Resultaten in voornaamste wedstrijden
|      | \| Jaar \| Milaan-San Remo \| Luik-Bast.‑Luik \| Waalse Pijl \| \| WK op de weg \| \| ---- \| --------------- \| --------------- \| ----------- \| \| ------------ \| \| 2017 \| opgave \| \| \| \| \| \| 2018 \| \| \| \| \| opgave \| \| 2019 \| \| \| \| \| opgave \| \| 2020 \| \| \| \| \| \| \| 2021 \| \| opgave \| 110e \| \| \| |                 |             |  |              |
| Jaar | Milaan-San Remo | Luik-Bast.‑Luik | Waalse Pijl |  | WK op de weg |
| 2017 | opgave |                 |             |  |              |
| 2018 | |                 |             |  | opgave       |
| 2019 | |                 |             |  | opgave       |
| 2020 | |                 |             |  |              |
| 2021 | | opgave          | 110e        |  |              |

## Ploegen
2011 –  D'Angelo & Antenucci-Nippo (stagiair vanaf 1 november)
2012 –  Team Nippo
2013 –  Team Nippo-De Rosa
2014 –  Aisan Racing Team
2015 –  Aisan Racing Team
2016 –  Aisan Racing Team
2017 –  Nippo-Vini Fantini
2018 –  Nippo-Vini Fantini-Europa Ovini
2019 –  Nippo-Vini Fantini-Faizanè
2020 –  NIPPO DELKO One Provence
2021 –  EF Education-Nippo
2022 –  EF Education-EasyPost
Ayabe · Fukuda · Hayakawa · Hiratsuka · Ito · Komori · Nakajima · Nakane · Mase (stagiair) · Sugyo (stagiair)
Aoyama · Ayabe · Chihara · Fukuda · Haneda · Harada · Hayakawa · Hiratsuka · Ito · Komori · Kuroeda · Nakajima · Nakane
Arredondo · Bagioli · Berlato · Bisolti · Canola · Cunego · De Negri · Filosi · Grosu · Ito · Kobayashi · Koishi · Kuboki · Marangoni · Marini · Nakane · Santaromita · Stacchiotti · Uchima · Bou (stagiair) · Cima (stagiair) · Nishimura (stagiair)
Bagioli · Bou · Canola · D. Cima · I. Cima · Cunego · Grosu · Hatsuyama · Ito · Kobayashi · Lobato · Marangoni · Nakane · Nishimura · Ponzi · Santaromita · Tizza · Uchima · Yoshida · Zaccanti
Arroyave Cañas · Barta · Beppu · Van den Berg · Bettiol · Bissegger · Caicedo · Camargo · Carr · Carthy · Cort · Craddock · Docker · El Fares · Van Garderen tot en met 21 juni · Guerreiro · Higuita · Hofland · Howes · Keukeleire · Langeveld · Morton · Nakane · Owen · Powless · Rutsch · Scully · Urán · Valgren · Whelan
Arroyave Cañas · Bettiol · Bissegger   · Caicedo · Camargo · Carr · Carthy · Cepeda (vanaf 1/8) · Chaves · Cort · Doull · Eiking · Guerreiro · Healy · Howes (tot 31/7) · Keukeleire · Kudus · Langeveld · Morton (tot 31/7) · Nakane · Padun · Piccolo (vanaf 1/8) · Powless · Quinn · Rutsch · Scully · Shaw · Steinhauser · Urán · Valgren · J. van den Berg · M. van den Berg · Wiśniowski